# 西施
西施（公元前503年—公元前473年），又稱西子，傳聞本名施夷光，越國諸暨（今浙江紹興市諸暨縣 ）人氏，中国古代四大美女之一，是家喻戶曉的美人，2003年浙江省諸暨市興建了西施殿加以紀念。有学者认为西施不存在。

## 生平

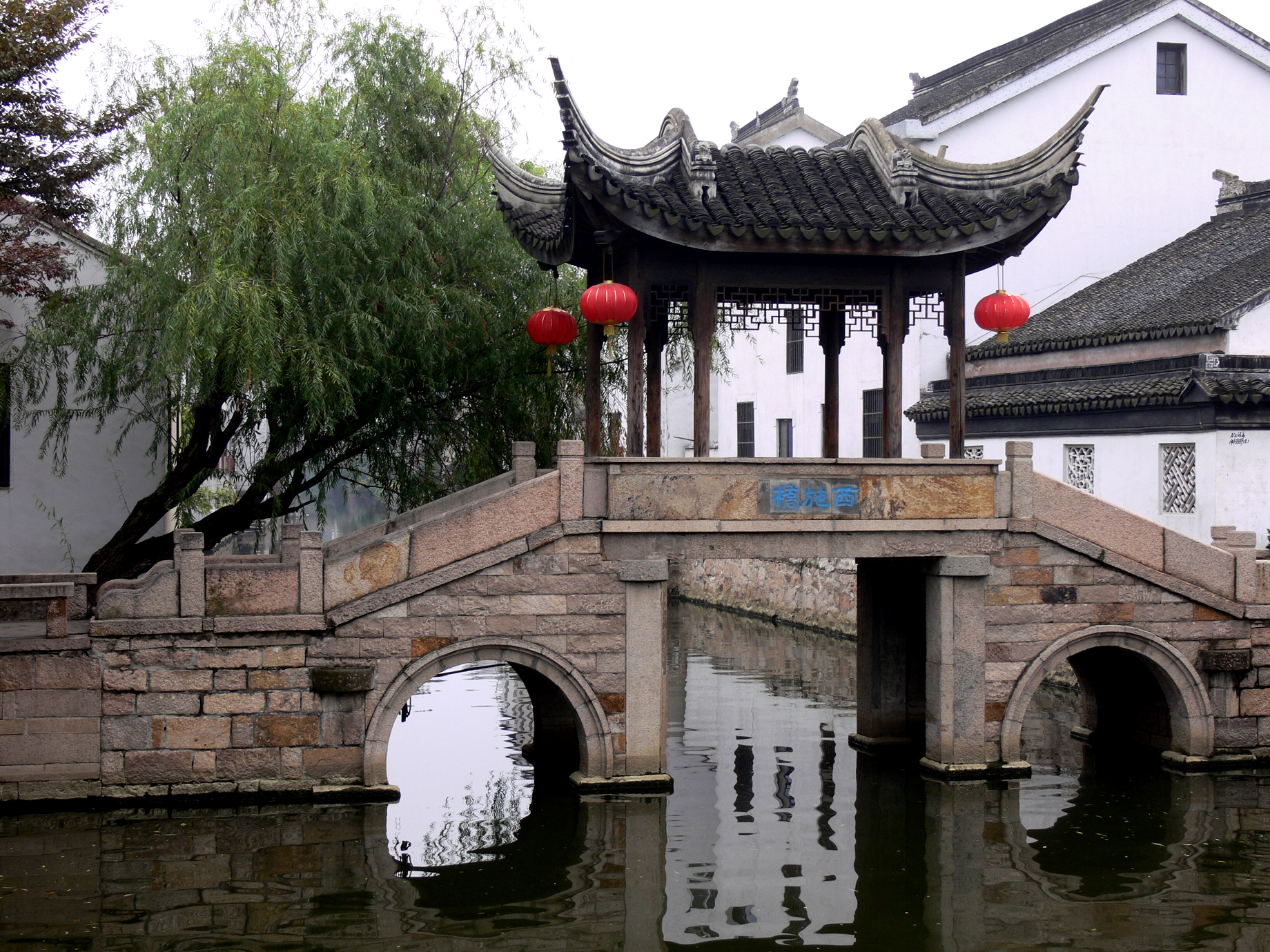
苏州木渎古镇西施桥

西施世居越國諸暨苧蘿山下，當時山下有東西兩村。村民大多數為施氏，西施家在西村，因而稱其西施。西施經常與夥伴們在江邊浣紗。當時的越王勾踐在夫椒之战大败于吴国，沦为吴国臣属。為了報復吳王夫差，文种、范蠡建议勾踐獻上美女鄭旦等人迷惑夫差，其中就有西施。
勾踐命樂師教西施歌舞儀態，過了三年，讓范蠡帶著西施進獻給吳王。范大夫見到吳王，跪拜著說：「東海賊臣勾踐，感大王之恩德，遍搜境內，得善歌舞者，以供灑掃之役。」可是伍子胥進言：「臣聞：夏亡以妺喜，殷亡以妲己，周亡以褒姒。夫美女者，亡國之物也，王不可受。」
吳王不聽其勸諫，馬上把西施收了下來，並在姑蘇臺建造春宵宮，在靈岩山上建造館娃宮，還修築大水池，以供西施嬉戲遊玩。夫差對西施寵愛至極，出入都是效仿王妃的派頭和排場，他沉迷於西施的美色，荒廢朝政，勾踐趁機休養生息，養精蓄銳，然後乘虛而入，一舉消滅吳國。

## 下落成謎
西施的結局有以下几种說法：
- 第一：西施與范蠡相戀，當吳國滅亡之後，范蠡不要越王的封賞，趁著夜色携西施悄然離去，兩人在路途中，生下一個兒子。從此避世太湖，逍遙餘生[4]。或许是后人不忍这位绝代佳人遭到悲惨的结局，就流传出西施和范蠡归隐五湖的美满姻缘的故事，以寄托对他们的同情。
- 第二：吳滅了以後，吳人認為西施是使得國破家亡的妖孽，於是就將她放進皮袋之中沉於江底[5][6]。後來在江中發現了一些蛤蜊，人家說那是西施的舌頭，故此蛤蜊也有“西施舌”之稱。
- 第三：另一種說法是范蠡在太湖上將西施推下水，淹死了她。[來源請求]
- 第四：勾践灭掉吴国后，残杀功臣。勾践认为西施是个祸害，把西施沉到了江底。
- 第五：西施死于乱军之中。
- 第六：在一些话本和戏剧中演绎的情节是，西施助越国灭掉了吴国后，一方面感到欣慰，完成了自己的使命。另一方面也感到内疚，觉得对不起吴王夫差，在一种异常矛盾的心理中，不能解脱，最后自缢于馆娃宫内。

至今，在浙江绍兴市诸暨市（旧称暨阳县），仍然有西施殿、越国古都城门等遗迹。
西湖亦稱為西子湖，因北宋詩人蘇軾曾作七言絕句春後初晴雨亦奇：
|  | 水光瀲艷晴方好，山色空蒙雨亦奇。 欲把西湖比西子，淡妆浓抹總相宜。 |

## 相關成語、諺語

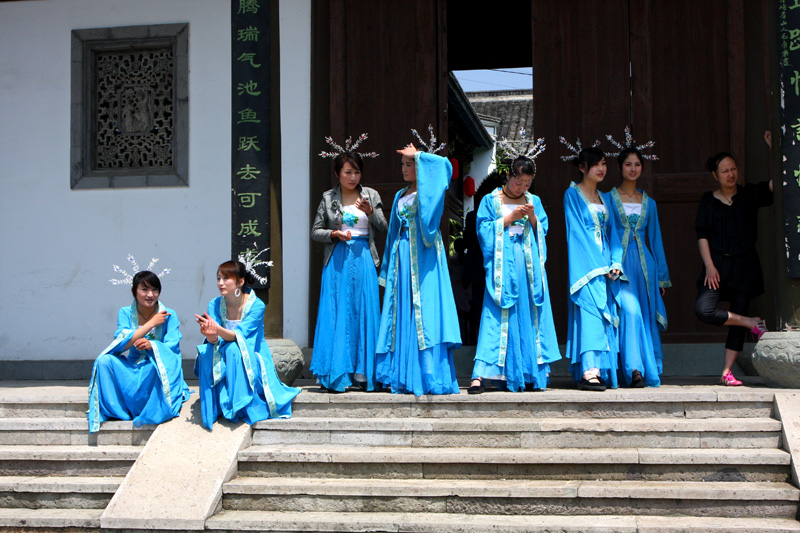
西施故里觀光區

### 沉魚落雁
一说认为“沉鱼落雁，闭月羞花”与古代四大美女，即西施、王昭君、貂蝉、杨玉环（按年份先后排列）分别对应： 
沉鱼：西施在古越国浦阳江边浣纱，水里的鱼忘记游泳；
落雁：昭君出塞，天上的大雁忘记搧动翅膀；
闭月：貂蝉花园拜月，云彩遮住了明月；
羞花：杨玉环花园赏花，抚触盛开的花朵，绿叶都闭合了（一说是含羞草）。
事实上，“沉鱼落雁”是个成语，通常认为出自《庄子·齐物论》：“毛嫱、驪姬，人之所美也，鱼见之深入，鸟见之高飞，糜鹿见之决骤，四者孰知天下之正色哉。”原意是说动物与人对“美”的认识存在差异，引申意为價值觀認知本來就無絕對，只是人類的主觀看法。
也有人认为唐代宋之问歌咏西施的《浣纱篇》中“鸟惊入松萝，鱼畏沉荷花”一句是这个成语的出处，故认为沉鱼代表西施。

### 東施效顰
亦作東家效顰、醜女效顰。
西施因患心病而捧心皺眉，「西子捧心」被視為絕世美態，同里東施看見覺得十分美麗，於是摹仿西施捧心皺眉，然卻跟西施有著截然不同的面貌，結果同里的人紛紛走避或閉門不出。典出《莊子·天運》後世比喻不衡量本身的條件，而盲目胡亂地模仿他人，以致收到反效果。
《紅樓夢·第三十回》：寶玉心中想道：難道這也是個痴丫頭，又像顰兒來葬花不成？因又自歎道：若真也葬花，可謂東施效顰，不但不為新奇，且更可厭了！

### 西眉南臉
出自唐代李咸用《巫山高》：「西眉南臉人中美，或者皆聞無所利。」西施和南威都是春秋時的美人，所以又並稱「威施」，後以「西眉南臉」比喻女子容貌美麗。

### 情人眼裡出西施
語出清朝黃增的《集杭州俗語詩》，字面意思為美色的本身並不會去迷惑人，只是欣賞的人自己的心迷惘了，就像情人眼中的伴侶，都是只看優點而輕忽缺點。

## 相關文學
| “                           | 西施越溪女，出自苧蘿山。 秀色掩古今，荷花羞玉顏。 浣紗弄碧水，自與清波閒。 皓齒信難開，沉吟碧雲間。 勾踐征絕艷，揚蛾入吳關。 提攜館娃宮，杳渺詎可攀。 一破夫差國，千秋竟不還。 | ” |
| ——唐·李白《西施／咏苧蘿山》 | |   |

| “                   | 艷色天下重，西施寧久微？ 朝為越溪女，暮作吳宮妃。 賤日豈殊眾？貴來方悟稀。 邀人尃脂粉，不自著羅衣。 君寵益嬌態，君憐無是非。 當時浣紗伴，莫得同車歸。 持謝鄰家子，效顰安可希？ | ” |
| ——唐·王維《西施詠》 | |   |

| “                     | 宰嚭亡吳國，西施陷惡名。 浣紗春水急，似有不平聲。 | ” |
| ——唐·崔道融《西施滩》 |                                                   |   |

| “                          | 一代倾城逐浪花，吴宫空自忆儿家。 效颦莫笑东村女，头白溪边尚浣纱。 | ” |
| ——清·曹雪芹《五美吟·西施》 |                                                                   |   |

## 相关文艺作品
（按：由于数量众多，故仅列出重要/知名作品；欢迎补充。）

### 電影
| 首播/首映年份 | 影視作品    | 飾演西施的女演員 | 播映電視台/製作單位                                             |
| ------------- | ----------- | ---------------- | --------------------------------------------------------------- |
| 1936年        | 西施        | 謝 萍            | 大中國影業公司                                                  |
| 1940年        | 西施        | 袁美雲           | 新華影業公司                                                    |
| 1949年        | 西施        | 白 燕            | 南天影業公司                                                    |
| 1956年        | 臥薪嘗膽    | 李麗華           | 中國電影製片公司                                                |
| 1960年        | 西施        | 白雪仙           | 海洋影片公司                                                    |
| 1965年        | 西施        | 白 茵            | 新聯影業公司 清水灣電影製片廠                                   |
| 1966年        | 西施 (上集) | 江 青            | 台灣電影製片廠與 國聯影業有限公司聯合出品                       |
| 1966年        | 西施 (下集) | 江 青            | 台灣電影製片廠與 國聯影業有限公司聯合出品                       |
| 2024年        | 西施新传    | 曹曦月           | 无锡江惠影视文化有限公司與 渠县賨瑞文化旅游发展有限公司聯合出品 |

### 電視劇
| 首播/首映年份 | 影視作品 | 飾演西施的女演員 | 播映電視台/製作單位 |
| ------------- | -------- | ---------------- | ------------------- |
| 1983年        | 西施     | 董智芝           | 内地电视剧          |
| 1986年        | 西施     | 黎燕珊           | 亞洲電視            |
| 1987年        | 西施     | 馮寶寶           | 中華電視公司        |
| 1996年        | 西施     | 蒋勤勤           | 内地电视剧          |
| 1997年        | 古吴春秋 | 曹穎             | 內地電視劇          |
| 1998年        | 战国红颜 | 張敏             | 台灣電視劇          |
| 2005年        | 越王勾践 | 周扬             | 中国中央电视台      |
| 2006年        | 爭霸     | 郭羡妮           | 香港無綫電視        |
| 2007年        | 卧薪尝胆 | 安以軒           | 中国中央电视台      |
| 2012年        | 西施秘史 | 邬靖靖           | 内地电视剧          |
| 2013年        | 英雄     | 穎兒             | 中华电视公司        |
| 未播          | 浣溪沙   | 佟丽娅           |                     |

### 越劇
| 首播/首映年份 | 影視作品 | 飾演西施的女演員 | 製作單位     |
| ------------- | -------- | ---------------- | ------------ |
| 1996年        | 西施斷纜 | 周柳萍           | 諸暨市越劇團 |

### 歌仔戲
| 首播/首映年份 | 影視作品   | 飾演西施的女演員 | 製作單位   |
| ------------- | ---------- | ---------------- | ---------- |
| 2005年        | 范蠡獻西施 | 莊金梅           | 秀琴歌劇團 |

### 歌剧
| 首播/首映年份 | 影視作品 | 飾演西施的女演員 | 播映電視台/製作單位 |
| ------------- | -------- | ---------------- | ------------------- |
| 2009年        | 西施     | 张立萍（首演）   | 中国国家大剧院      |

### 舞台劇
| 首播/首映年份 | 影視作品       | 飾演西施的女演員 | 播映電視台/製作單位 |
| ------------- | -------------- | ---------------- | ------------------- |
| 2015年        | 情人哏裡出西施 | 卓文萱           | 全民大劇團          |